# După dealuri
După dealuri (bra: Além das Montanhas) é um filme de drama romeno de 2012 dirigido e escrito por Cristian Mungiu sobre duas jovens em um convento ortodoxo oriental na Romênia. É baseado em romances de Tatiana Niculescu Bran. Foi selecionado como representante da Romênia à edição do Oscar 2013, organizada pela Academia de Artes e Ciências Cinematográficas.
No Brasil, foi lançado nos cinemas pela California Filmes em 11 de janeiro de 2013.

## Elenco

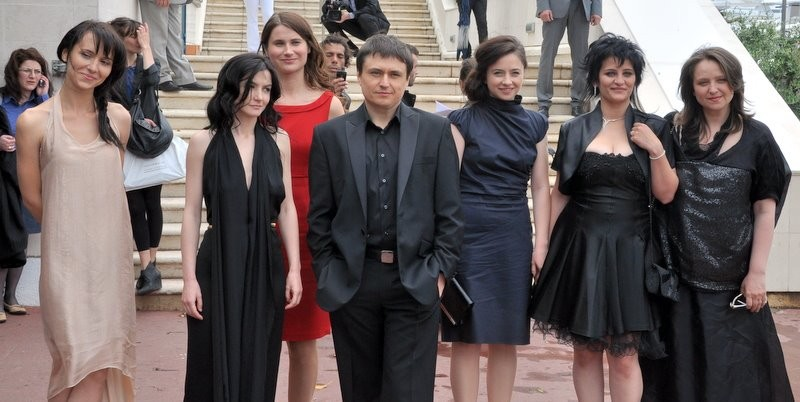
Elenco e produção no Festival de Cannes 2012

- Cosmina Stratan - Voichiţa
- Cristina Flutur - Alina
- Valeriu Andriuţă
- Dana Tapalagă - madre superiora
- Cătălina Harabagiu - Antonia
- Gina Ţandură - Iustina
- Vica Agache - Elisabeta
- Nora Covali - Pahomia

## Produção
O roteiro foi inspirado em dois romances da escritora Tatiana Niculescu Bran, que documentam o exorcismo de Tanacu, no qual um jovem membro de um mosteiro da Moldávia morreu em 2005 após um ritual de exorcismo. Mungiu se inspirou para fazer o filme depois de ver a versão no palco em Nova York enquanto promovia 4 Months, 3 Weeks and 2 Days.
A produção do filme foi feita através da empresa do realizador, Mobra Filmes. Também recebeu apoio de produção da Bélgica e da França. Recebeu € 273.100 do Centro Nacional de Cinema da Romênia e € 400.000 da Eurimages. As filmagens ocorreram de novembro de 2011 a fevereiro de 2012.

## Recepção
No agregador de críticas Rotten Tomatoes, que categoriza as opiniões apenas como positivas ou negativas, o filme tem um índice de aprovação de 91% calculado com base em 107 comentários dos críticos que é seguido do consenso: "Embora alguns espectadores possam confundir seu ritmo deliberado com uma filmagem sem paixão, Beyond the Hills oferece um exame inteligente e poderoso da tensão entre a vida secular e a fé religiosa". Já no agregador Metacritic, com base em 33 opiniões de críticos que escrevem em maioria para a imprensa tradicional, o filme tem uma média aritmética ponderada de 79 entre 100, com a indicação de "revisões geralmente favoráveis".